# Amoana
Amoana, rod orhideja smješten u podtribus Laeliinae. Pripadaju mu dvije vrste, obje su meksički endemi. Rod je opisan tek 2012. godine nakon što je jedna vrsta (Encyclia kienastii) izdvojena iz roda Encyclia u ovaj zaseban rod

## Vrste
1. Amoana kienastii (Rchb.f.) Leopardi & Carnevali
2. Amoana latipetala Leopardi & Hágsater